# Politische Parteien in Italien
Die italienische Parteienlandschaft war traditionell stark zersplittert, auch viele kleine Parteien konnten sich immer wieder auf nationaler Ebene ihren Einfluss sichern. Den kleineren Parteien kam zudem durch die häufigen Regierungskrisen und wechselnde Mehrheiten im Parlament ein nicht unerheblicher Einfluss bei der parlamentarischen Willensbildung zu.

## Parteienlandschaft von 1945 bis 1994

### Geschichtliche Hintergründe
Von 1922 bis 1943 herrschte in Italien Benito Mussolini als faschistischer Diktator. Nach dem Ende des Zweiten Weltkrieges dominierten zwei Gruppierungen, die zwar beide die Diktatur bekämpft hatten und nun bestrebt waren, ein Wiedererstarken des Faschismus zu verhindern, sich aber in ihren Ansichten deutlich unterschieden: die westlich orientierten Christdemokraten und die anfangs sowjettreuen Kommunisten, die sich nach und nach von Moskau distanzierten und als Vertreter des Eurokommunismus auftraten. Dieser Gegensatz prägte das öffentliche Leben der Italiener während der sogenannten Ersten Republik (bis 1994). Das politische System Italiens reflektiert dies.
Auch in vielen italienischen Filmen zeigt sich dieser Gegensatz (z. B. Don Camillo und Peppone). Der Gegensatz spiegelte sich auch in der Gewerkschaftsbewegung, die Gewerkschaften waren in ein kommunistisches (CGIL), ein christliches (CISL), ein sozialdemokratisch-laizistisches (UIL) und ein neofaschistisches Lager (CISNAL) gespalten.
Die 1970er Jahre – die berüchtigten anni di piombo (bleiernen Jahre) – wurden vom politischen Extremismus bestimmt. Der Terrorismus der linksextremen Roten Brigaden und die blutigen Attentate neofaschistischer Extremisten, an denen auch die Geheimdienste beteiligt waren, führten zu einer bedrohlichen Destabilisierung der politischen Situation.
Die schwierigen Umstände führten zu einer Annäherungen von Christdemokraten und Kommunisten (compromesso storico). Die Kommunisten erklärten sich bereit, eine christdemokratische Minderheitsregierung zu tolerieren. Umgekehrt ließen die Christdemokraten zu, dass die Kommunisten ihre Forderung nach einer Koppelung der Löhne an die Inflation durchsetzten (Diese Regelung wurde dann wegen einer einsetzenden Lohn-Inflationsspirale in den 80er Jahren wieder abgeschafft).

### Übersicht: wichtige Parteien bis 1994
- Democrazia Cristiana (DC) – katholische Volkspartei der Mitte, beinhaltete christlich-soziale, liberale und konservative Strömungen; regierte ununterbrochen von 1945 bis 1994 und stellte meist den Ministerpräsidenten. Wichtige Vertreter: Alcide De Gasperi, Aldo Moro, Giulio Andreotti, Francesco Cossiga.
- Movimento Sociale Italiano (MSI) – neofaschistische Partei, fusionierte mit den Monarchisten; im Norden eher nationalrevolutionär, im Süden eher rechtskonservativ; stand außerhalb des „Verfassungsbogens“, tolerierte aber zeitweise Regierungen der DC. Wichtige Vertreter: Giorgio Almirante, Gianfranco Fini.
- Partito Comunista Italiano (PCI) – mitgliederstärkste und bei Wahlen meist zweitstärkste Partei; war nie an der nationalen Regierung beteiligt, stellte aber viele Bürgermeister; wandte sich nach 1968 von der Führungsrolle der Sowjetunion ab und vertrat einen „Eurokommunismus“; 1989 gab sie das Ziel des Kommunismus ganz auf und benannte sich in Partito Democratico della Sinistra (PDS) um. Wichtige Vertreter: Palmiro Togliatti, Enrico Berlinguer.
- Partito Liberale Italiano (PLI) – rechtsliberale und liberal-konservative Kleinpartei, häufig Koalitionspartner der Christdemokraten. Wichtiger Vertreter: Luigi Einaudi.
- Partito Radicale (PR) – radikal-liberale Abspaltung der PLI mit dezidiert progressiver und antiklerikaler Haltung, Partner neuer sozialer Bewegungen und der europäischen Grünen. Wichtiger Vertreter: Marco Pannella.
- Partito Repubblicano Italiano (PRI) – linksliberale und laizistische Kleinpartei, häufig Koalitionspartner der Christdemokraten. Wichtige Vertreter: Carlo Sforza, Giovanni Spadolini.
- Partito Socialista Democratico Italiano (PSDI) – antikommunistische Abspaltung der PSI, sozialdemokratisch, häufig Koalitionspartner der Christdemokraten. Wichtiger Vertreter: Giuseppe Saragat.
- Partito Socialista Italiano (PSI) – drittstärkste Partei, mit demokratisch-sozialistischer Ausrichtung; zunächst Partner der Kommunisten, ab 1963 häufig Koalitionspartner der Christdemokraten. Wichtige Vertreter: Pietro Nenni, Sandro Pertini, Bettino Craxi.

Siehe auch: Pentapartito

### Die wichtigsten Parteien im Einzelnen
Christdemokratische Partei
Vierzig Jahre lang war die Democrazia Cristiana (DC) an jeder Regierung beteiligt (bis 1994), sie war die dominante Partei und lag in den ersten Jahren immer im Bereich von 40 % der Wählerstimmen. Diese Dominanz nahm langsam ab, bis sie zum Schluss bei knapp unter 30 % lag. Unter Beibehaltung eines reinen Verhältniswahlrechts (ohne 4- oder 5-Prozent-Hürde) gelang es der Partei durch die Einbeziehung von i. d. R. vier oder fünf kleineren Parteien (sog. Pentapartito), die Kommunisten von einer Regierungsübernahme abzuhalten.
Die weitaus meisten Ministerpräsidenten der sogenannten Ersten Republik (1946–1994) entstammten der Democrazia Cristiana. De Gasperi und Andreotti führten jeweils sieben, Fanfani sechs und Moro fünf Regierungen an. Nur vier Kabinette wurden von Mitgliedern anderer Parteien geführt: namentlich die Regierungen Spadolini (PRI, 1981–82), Craxi (PSI, 1983–87), Amato (PSI, 1992–93) und Ciampi (parteilos, 1993–1994).
Skandale um Korruption und weitere illegale Machenschaften bis hin ins Mafiöse erschütterten die Partei und lösten einen Zusammenbruch nach innen aus. Aus ihr gingen zahlreiche Kleinparteien hervor, zahlreiche Christdemokraten fanden sowohl im neuen Mitte-links- als auch Mitte-rechts-Lager ihre neue politische Heimat.
Kommunistische Partei
Die Kommunistische Partei Italiens mit ihrem langjährigen Vorsitzenden Enrico Berlinguer war zu Beginn der 1970er Jahre mit über zwei Millionen Mitgliedern und zirka 30 Prozent der Wählerstimmen die stärkste und politisch einflussreichste KP der kapitalistischen Industriestaaten. Im Parlament belegte sie den zweiten Platz. 1976 konnte die Partei ihr bestes Ergebnis bei den italienischen Parlamentswahlen verzeichnen, 34,4 %, blieb aber hinter den Christdemokraten stehen. 1984 gelang es der KPI zum ersten und einzigen Mal als stärkste Partei hervorzugehen: Sie erreichte bei der Europawahl 33,3 % der Stimmen und landete knapp vor den Christdemokraten mit 32,97 %.
Die KPI konnte sich nie direkt an der nationalen Regierung beteiligen. Ihre Tolerierung war aber maßgeblich für das Bestehen eines christdemokratischen Minderheitskabinetts von 1976 bis 1979.
Sozialistische Partei
Der 1892 gegründete Partito Socialista Italiano (PSI) repräsentierte die sozialistische Tradition Italiens. Nach dem Zweiten Weltkrieg bildete der PSI zusammen mit den Kommunisten die Volksfront gegen die „kapitalistische Restaurierung“. In der zweiten Hälfte der 1950er Jahre distanzierte sich die Partei nach und nach von der KPI. Dabei spielte die Niederschlagung der Aufstände in Ungarn und Polen im Jahr 1956 eine zentrale Rolle. Im Jahr 1963 begann dann eine vornehmlich von der DC und der PSI getragene Phase von Mitte-links-Koalitionen. 1979 wurde Sandro Pertini als erster Sozialist zum Präsidenten der italienischen Republik gewählt. 1983 kam es dann mit Bettino Craxi zur ersten Regierung unter sozialistischer Führung. Bei Wahlen konnte die Partei regelmäßig um die 10 % der Stimmen auf sich vereinigen, ihr bestes Ergebnis erlangte sie 1987 mit 14,2 %.
Sozialdemokratische Partei
Der Partito Socialista Democratico Italiano (PSDI) spaltete sich 1947 von den Sozialisten ab, aus Protest gegen den damals sowjetfreundlichen Kurs der Partei. Die Sozialdemokraten waren an zahlreichen Koalitionsregierungen unter Führung der DC beteiligt. 1969 wurde Giuseppe Saragat zum 5. Präsidenten der italienischen Republik gewählt. Der PSDI war eine kleine Partei: Das beste Ergebnis lag 1948 bei 7,21 %, danach stagnierte sie zwischen 2,5 % und 4 %.
Liberale Partei
Der Partito Liberale Italiano (PLI) wurde 1922 gegründet. Die Partei wurde unter der faschistischen Diktatur verboten und konstituierte sich 1944 neu. Zu den Mitbegründern gehören der Philosoph Benedetto Croce sowie die ersten zwei italienischen Staatspräsidenten, Enrico De Nicola und Luigi Einaudi.
Der PLI war an vielen Regierungen beteiligt, verlor mit dem Umbruch im italienischen Parteiensystem infolge weit verbreiteter Korruption 1992/1993 aber an Einfluss und löste sich schließlich am 6. Februar 1994 auf. Ihr bestes Wahlergebnis erreichte die Partei bei den Parlamentswahlen 1963, sie erreichte damals 7,0 % der Stimmen.
Republikanische Partei
Der Partito Repubblicano Italiano (PRI) entstand bereits 1895. Seine ideologischen Vorbilder waren Giuseppe Mazzini und Carlo Cattaneo (ein italienischer Föderalist aus dem 19. Jahrhundert). Im Gegensatz zum Partito Liberale Italiano, welcher wirtschaftsliberale Positionen vertrat, war der PRI eher Mitte-Links bzw. sozialliberal einzuordnen.
Der PRI war mehrmals an italienischen Regierungen beteiligt und stellte mit Giovanni Spadolini (1981–1982) den ersten nicht-christdemokratischen Ministerpräsidenten in Italiens Nachkriegsgeschichte.
Ihr bestes Wahlergebnis erzielte die Partei im Jahr 1983 mit 5,1 % der Stimmen.
Neofaschistische Partei
Der Movimento Sociale Italiano (deutsch: Italienische Sozialbewegung, abgekürzt MSI) wurde am 26. Dezember 1946 von Anhängern der Repubblica Sociale Italiana (darunter Giorgio Almirante, Augusto De Marsanich und Pino Romualdi) gegründet. Das Parteisymbol war die Flamme in den italienischen Nationalfarben (fiamma tricolore).
Von den anderen Parteien ausgegrenzt, konnte der MSI nie Regierungsverantwortung übernehmen. Bis auf die Tolerierung des kurzlebigen Kabinetts Tambroni (25. März 1960 bis 26. Juli 1960) konnten die Neofaschisten effektiv von der Macht ferngehalten werden.
Die Wahlergebnisse des MSI lagen stabil zwischen 4 % und 6 %. Ihr bestes Ergebnis erzielte die Partei nach der Fusion mit den Monarchisten bei den Parlamentswahlen 1972 (8,6 % in der Kammer und 9,0 % im Senat). Den höchsten Zuspruch erhielt der MSI in der Region um Rom (17,4 %) und in Süditalien (26,3 % in Neapel).

### Regierungsverschleiß
Weil es faktisch keine Sperrklauseln gab, waren die Parteien immer auf Koalitionen angewiesen und so zeigte sich in Italien ein hoher Regierungsverschleiß. Je nachdem wie man operationalisiert, handelt es sich um 50–60 Regierungen in der so genannten 1. Republik (bis 1994). Erstaunlicherweise weist jedoch die Politik und die Personalbesetzung eine große Kontinuität auf. Oftmals wurden abgewählte Ministerpräsidenten in der nächsten Wahl unter minimal anderen Koalitionsverhältnissen wiedergewählt. Die lange Phase der Regierungsbildung, bei der die Verfassung den Parteien allen Freiraum beließ, während das Parlament als ganzes zur Untätigkeit verdammt war, führte oft zu Ergebnissen, die den unmittelbaren Wahlausgang nur mehr sehr bedingt widerspiegelten, und diese Diskrepanzen trugen zur Entfremdung der Bürger von den politischen Parteien und Institutionen bei.

## Der erste Wandel: Zerfall der alten Parteien (1991–94)

Italiens Parteiensystem im Übergang 1992–1995

Zu Beginn der 1990er-Jahre hat die italienische Parteienlandschaft einen tiefgreifenden Wandel erfahren.
Das Ende des Kalten Krieges und der Mauerfall beschleunigten den bereits in den 1970er-Jahren begonnenen ideologischen Wandel der Kommunisten. Die Mehrheit der PCI beschloss 1991, sich in Partito Democratico della Sinistra (PDS; Demokratische Linkspartei) umzubenennen – später verkürzt zu Democratici di Sinistra (DS; Linksdemokraten) – und fortan sozialdemokratisch aufzutreten. Die Minderheit, die weiter das Ziel des Kommunismus verfolgen wollte, bildete die Partito della Rifondazione Comunista (PRC). Mehrere Abspaltungen führten zu einer weiteren Zersplitterung des linken Spektrums in mehrere kleine Parteien neben den DS.
Auch im Bereich der anderen Parteien vollzog sich in dieser Zeit ein tiefgreifender Wandel. Durch die unter dem Namen Mani pulite (wörtlich übersetzt „Saubere Hände“, sinngemäß „Weiße Weste“) bekannten richterlichen Untersuchungen wurde Anfang und Mitte der 1990er-Jahre ein Netz von Korruption, Amtsmissbrauch und illegaler Parteifinanzierung auf politischer Ebene aufgedeckt. Dies betraf vor allem die langjährigen Regierungsparteien Democrazia Cristiana (DC) und der Sozialistischen Partei (PSI, Partito Socialista Italiano).
Die Ermittlungen führten zum Zusammenbruch der Democrazia Cristiana und des Partito Socialista Italiano sowie der restlichen Parteien des Pentapartito. Aus der PSI wurde die Socialisti Italiani (SI), die PLI zerbrach in die Federazione dei Liberali (FDL) und die Unione di Centro (UdC) und aus der DC gingen die Cristiano Sociali, die Centro Cristiano Democratico, die Cristiani Democratici Uniti und Partito Popolare Italiano hervor, wobei nur die PPI der offizielle Nachfolger ist.
Es bildeten sich daneben auch später Neugründungsversuche, die jedoch allgemein erfolglos blieben; für die PSI: Nuovo Partito Socialista Italiano (2001), für die PSDI: Partito Socialista Democratico Italiano (2004), für die PLI: Partito Liberale Italiano (1997) und für die DC: Partito Popolare Progressista di Ispirazione Cristiana (1993), Nuova Democrazia Cristiana (1995),  Unione Democratica per la Repubblica (1996), Rinascita della Democrazia Cristiana (1997), Cristiani Democratici per la Repubblica (1998), Partito Democratico Cristiano (2001), Democrazia Cristiana (2002), Democrazia Cristiana – Terzo Polo di Centro (2004), Rifondazione Democristiana (2006) und Democrazia Cristiana (2012).
Die politischen Entwicklungen führten zu einem Erstarken separatistischer Parteien wie der Lega Nord und dem Auftauchen der Partei Forza Italia (FI) Silvio Berlusconis, die Marketingmethoden aus der Privatwirtschaft in die Parteipolitik trug und sich mit einem vage rechtsliberal-populistischen Programm ab Mitte der 1990er Jahre als dominierende Kraft im Mitte-rechts-Spektrum etablierte. Zahlreiche Politiker der zerfallenden Democrazia Cristiana und PSI liefen trotz ihrer ideologischen Unterschiede zur erfolgversprechenden Forza Italia über.
Nachdem das neofaschistische Movimento Sociale Italiano (MSI) in den 1980ern und Anfang der 1990er an Bedeutung verloren hatte, schloss es sich 1994 einem Wahlbündnis mit der Forza Italia und der Lega Nord an (Polo delle Libertà) und wurde bei den Parlamentswahlen 1994 zur drittstärksten Partei. Als Teil des Kabinetts Berlusconi I war sie an der Regierung beteiligt. Zu dieser Zeit begann eine Wandlung der Partei, die ihren äußerlichen Höhepunkt 1995 durch die Umgründung am Kongress von Fiuggi in die Alleanza Nazionale hatte. Diese distanzierte sich vom Faschismus und bemühte sich um eine Wahrnehmung als demokratische rechtskonservative Partei. Dies führte zur Abspaltung mehrerer Parteien, die dem Erbe des Faschismus treu blieben, z. B. Fronte Nazionale (1990), Movimento Fascismo e Libertà (1991), Lega d'Azione Meridionale (1992), Fiamma Tricolore (1995), Unitalia (1996), Forza Nuova (1997) und Fronte Sociale Nazionale (1997).
Die Partito Radicale benannte sich 1989 in Transnational Radical Party um und strukturierte sich neu als transnationale Bewegung. 1995 erfolgte die Anerkennung durch die Vereinten Nationen als Nichtregierungsorganisation. Gemäß den Regeln für NGOs konnte die TRP nicht an Wahlen teilnehmen, weshalb sie in den folgenden Wahlen unter verschiedenen Namen antraten (z. B. Antiproibizionisti sulla droga bei der Europawahl 1989 und Lista Pannella bei den Parlamentswahlen 1992–96 und bei der Europawahl 1994). Ab Ende der 1980er Jahre traten die Grünen in Erscheinung, welche sich 1990 in der Federazione dei Verdi organisierten. Bis dahin galten die Radikalen als das Sammelbecken der Neuen Sozialen Bewegungen.

## Parteienlandschaft nach 1994
Nach dem Zerfall der alten Parteien und nach der Änderung des Wahlsystems von einem Verhältniswahlrecht ohne Sperrklausel zu einem gemischten Wahlrecht (Mehrheitswahl für 75 % der Sitze und Verhältniswahlrecht für 25 % der Sitze, sowie eine Sperrklausel bei 4 % für den Verhältnisanteil) formierte sich eine neue Parteienlandschaft. Die zwei größten Parteien wurden Forza Italia und der Partito Democratico della Sinistra (später in Democratici di Sinistra umbenannt).
Forza Italia, die neue von Silvio Berlusconi gegründete Partei, war keine klassische Mitgliederpartei. Ihr ging nicht, wie vielen historisch gewachsenen Parteien, eine soziale Bewegung voraus. Vielmehr gründete und etablierte Berlusconi seine Partei über die Medien. Mit der Zeit hatten sich natürlich auch bei Forza Italia klassische Strukturen (Ortsverbände etc.) gebildet und auch die Mitgliederzahl stieg an.
Lega Nord entstand 1989 aus der Fusion der Alleanza Toscana, der Liga Veneta, der Lega Autonomista Lombarda, der Piemont Autonomista, der Uniun Ligure und der Lega Emiliano-Romagnola. Anfang der 1990er Jahre wurde die Lega Nord während des Untergangs des politischen Systems der ersten Italienischen Republik infolge der Mani-pulite-Ermittlungen in Norditalien zur Massenpartei.
Nach der Änderung des Wahlrechts mussten die Parteien ihre Bündnisstrategien ändern. Um als Gewinner in den mit Mehrheitswahl gewählten Wahlkreisen (first-past-the-post-System) hervorzugehen, schlossen sie sich zu Parteienblöcken zusammen. Diese bestanden aus zahlreichen Parteien, die sich darauf einigten, in den ausgewählten Wahlbezirken nur einen Kandidaten aufzustellen. Dominierend waren die Blöcke L’Ulivo bzw. L’Unione (Mitte-Links) und Polo bzw. Casa delle Libertà (Mitte-Rechts).
1994 gewann der Mitte-rechts-Block (Casa delle Libertà, bzw. damals Polo delle Libertà und Polo del Buongoverno) die Wahl, die Regierung hielt wegen innerer Differenzen nur ein Jahr lang. Es folgte eine Mitte-links-Regierung des Ulivo-Bündnisses, die 2001 wieder vom Mitte-rechts-Block abgelöst wurde.
Trotz des Wahlsieges war es schwierig, einen Block sowie eine Regierung zusammenzuhalten. Unter den zahlreichen Koalitionspartnern kam es zu regelmäßigen Auseinandersetzungen.
Wie sich zeigte, hatte sich die typische Bipolarität eines Mehrheitswahlrechts in der Parteienlandschaft durchgesetzt, auch wenn es sich nicht um zwei Parteien (wie in Großbritannien), sondern um zwei Blöcke handelte. Allerdings ist festzustellen, dass das Mischwahlrecht von 1993 das Ziel der Bekämpfung der Parteienzersplitterung nicht erreichen konnte, im Gegenteil: nach 1994 waren deutlich mehr Parteien im Parlament als je zuvor. Dies ist dadurch zu erklären, dass sich selbst kleine Splitterparteien innerhalb der beiden Blöcke sichere Wahlkreise zusichern ließen, um nicht mit eigenen Kandidaten das Zünglein an der Waage zu spielen.
Die Bipolarisierung führte zudem zu einer verbalen Radikalisierung und zu einer Verrohung des politischen Umgangs, wie sie selbst zu Zeiten des Kalten Krieges nicht vorzufinden war.
Auch das 2005 eingeführte und 2006 erstmals angewendete neue Wahlrecht, das wieder ein Mischsystem aus Mehrheits- und Verhältniswahl vorsieht, fördert die Wahlbündnisse. In diesen ist seit einiger Zeit der Wunsch gewachsen, zu echten Parteien zu werden. In etwa könnte man die Entwicklung mit der von Frankreichs UDF in den 1980ern vergleichen.
Hier ein Überblick über das Wahlrecht 2005:
Mehrheits-Proporzsystem
Im Prinzip erhalten die Parteien so viele Parlamentssitze, wie ihnen nach ihrem Stimmanteil zusteht (entspricht der Verhältniswahl). Das neue Gesetz sieht aber auch einen „Bonus“ für den Wahlsieger vor, um klarere Mehrheiten im Parlament zu bekommen, das bedeutet, dass der Sieger auf jeden Fall über eine Mehrheit von mindestens 340 Sitzen verfügt. Hat eine Partei oder Parteienkoalition aus eigener Kraft mindestens 340 Sitze errungen, was ca. 55 % entspricht, wird der Mehrheitsbonus natürlich nicht vergeben. Er greift nur, falls eine Partei oder Koalition nur über eine relative Mehrheit verfügt; denn dann erhält jene siegreiche Partei oder Koalition automatisch die Differenz zwischen den von ihnen tatsächlich errungenen Sitzen und den 340 Sitzen (entspr. 55 %) gutgeschrieben. (Die restlichen 277 Sitze werden nach dem System der ganzen Wahlzahl und der höchsten Reste vergeben.) Diese Regelung gilt sowohl für die Abgeordnetenkammer, als auch für den Senat. Damit findet auf der Ebene der konkurrierenden Bündnisse faktisch eine Mehrheitswahl um den Bonus statt: Das Bündnis, das auch nur eine Stimme mehr bekommt als das zweitstärkste Bündnis, räumt den ganzen Mehrheitsbonus ab (Winner-takes-it-all-Prinzip wie bei der britischen Mehrheitswahl in den Wahlkreisen).
Prozentklauseln und Bündnissysteme
Hier muss differenziert werden, wie sich die Parteien zur Wahl aufstellen, ob als „Einzelkämpfer“ oder als Teil eines Bündnisses. Bei der Wahl zur Abgeordnetenkammer sind dreierlei Hürden zu beachten: Tritt eine Partei alleine und ohne Bündnispartner an, so gilt für sie eine Sperrklausel von 4 Prozent der gesamtstaatlich abgegebenen Stimmen. Ist sie Teil einer Koalition, so gilt für sie eine Hürde von nur 2 Prozent, jedoch muss die Koalition gleichzeitig als Ganzes auf mindestens 10 % kommen. Eine Koalition wird also nur bei der Sitzverteilung berücksichtigt, wenn sie diese 10-Prozent-Hürde überwindet und wenn gleichzeitig mindestens eine in ihr zusammengeschlossene Partei mehr als 2 Prozent erlangt. Innerhalb der Koalition gilt wieder die 2-Prozent-Hürde. Zusätzlich erhält der „Beste Verlierer“, also die Partei, welche mit den meisten Stimmen ausgeschlossen wurde, ebenfalls den ihr zustehen Sitzanteil. Parteien, die einer Koalition angehören, welche die für sie geltenden Prozentklauseln nicht erfüllt, gelten als bündnisfreie Parteien und fallen wieder unter die 4-Prozent-Hürde. In Trentino-Südtirol gilt alternativ eine regionale 20-Prozent-Hürde. Im Aostatal wird ein Abgeordneter weiterhin nach dem Mehrheitswahlrecht gewählt.
Bei der Wahl zum Senat gelten dieselben Regeln, mit Unterschieden in den Prozentzahlen: Die Hürden sind doppelt so hoch: Für Parteien ohne Bündnis gelten 8 %, für Parteien innerhalb einer Koalition 3 % und eine Koalition muss auf mindestens 20 % kommen, um berücksichtigt zu werden. Im Gegensatz zu den Wahlen zur Abgeordnetenkammer finden die Wahlen zum Senat nicht auf gesamtstaatlicher, sondern auf regionaler Ebene statt. Wegen der verschiedenen „politischen Färbungen“ der Regionen kann es daher sein, dass im Senat eine andere Koalition eine Mehrheit erhält als die, die in der Abgeordnetenkammer durch den Bonus eine klare Mehrheit erhalten hat. Das könnte das Regieren deutlich erschweren, da Gesetze von beiden Parlamentskammern beschlossen werden müssen, bevor sie vom Staatspräsidenten unterzeichnet werden können.
Voraussetzung dafür, dass eine Koalition als solche anerkannt wird, ist ein gemeinsames Wahlprogramm und ein gemeinsamer Spitzenkandidat für das Amt des Ministerpräsidenten. In der Praxis ist dieses Bündnis aber immer pragmatischer Natur, so dass beispielsweise das gemeinsame Wahlprogramm eher eine Notwendigkeit als eine ernst gemeinte gemeinsame Linie darstellt.
Im Aostatal (ein Wahlkreis) und in Trentino-Südtirol (sechs Wahlkreise und sieben Senatoren) wird weiterhin nach dem alten Mehrheitswahlrecht gewählt.
Auslandsitaliener
Bisher war es so, dass im Ausland wohnhafte italienische Staatsbürger (ca. 3,5 Millionen) nur an Wahlen teilnehmen konnten, wenn sie zur Stimmabgabe in jener Gemeinde erschienen, in der sie in die Wählerlisten bzw. in das Auslandsitalienerregister eingetragen sind. Jetzt wurde für sie ein eigener Wahlkreis namens „Ausland“ eingerichtet, in dem nunmehr von den 630 Abgeordneten 12, von den 315 Senatoren 6 gewählt werden („Reservierte Mandate“).

### Übersicht: wichtige Parteien von 1994 bis 2008
Mitte-links
- Democratici di Sinistra (DS) – Nachfolgepartei der postkommunistischen PDS und kleinerer linker Parteien, sozialdemokratisch, gingen 2007 in der PD auf
- Federazione dei Verdi (Verdi) – Grüne
- I Democratici – sozialliberale Partei der Unterstützer Romano Prodis, 1999 gegründet, gingen 2002 in der Margherita auf
- Italia dei Valori (Lista Di Pietro) – populistische Anti-Korruptions-Partei des ehemaligen Staatsanwalts Antonio Di Pietro
- La Margherita - Democrazia è Libertà (DL) – Sammelpartei der zur Mitte tendierenden, christdemokratischen und sozialliberalen Elemente des Mitte-links-Spektrums, ging 2007 in der PD auf
- Movimento Repubblicani Europei – linksliberale Nachfolgepartei der historischen PRI, ging 2007 in der PD auf
- Partito dei Comunisti Italiani (PdCI) – pragmatischere Abspaltung von der PRC, die 1998 weiter die Mitte-links-Regierung unterstützte
- Partito della Rifondazione Comunista (PRC) – der Teil der kommunistischen PCI, der sich nach 1991 weiter zum Kommunismus bekannte
- Partito Democratico della Sinistra (PDS) – Nachfolgepartei der kommunistischen PCI, sozialdemokratisch, ab 1998 Democratici di Sinistra/Linksdemokraten
- Partito Popolare Italiano (PPI) – Nachfolgepartei der christdemokratischen DC, ging 2002 in der Margherita auf
- Popolari UDEUR (UDEUR; Popolari-Unione Democratici per l’Europa) – christdemokratische Kleinstpartei, stürzte 2008 die Mitte-links-Regierung
- Rinnovamento Italiano (LD-RI) – liberale Reformpartei des Finanzexperten Lamberto Dini, ging 2002 in der Margherita auf
- Socialisti Democratici Italiani (SDI) – sozialdemokratische Nachfolgepartei der historischen PSI, ging 2007 in der PS auf

Siehe auch: Alleanza dei Progressisti, L’Ulivo, L’Unione
Mitte-rechts
- Alleanza Nazionale (AN) – nationalkonservative Nachfolgepartei des neofaschistischen MSI, ging im 2009 im PDL auf
- Azione Sociale (AS) – rechtsextreme Abspaltung von der Alleanza Nazionale
- Centro Cristiano Democratico (CCD) – Nachfolgepartei der christdemokratischen DC, ging 2002 in der UDC auf
- Cristiani Democratici Uniti (CDU) – rechte Abspaltung von der christdemokratischen PPI, ging 2002 in der UDC auf
- Democrazia Cristiana per le Autonomie (DCA) – christdemokratische Kleinstpartei in Süditalien, ging 2009 im PDL auf
- Fiamma Tricolore (MS-FT) – neofaschistische Nachfolgepartei des MSI
- Forza Italia (FI) – auf die Person Silvio Berlusconis ausgerichtete Sammelpartei mit populistischen, liberalen, und konservativen Elementen, Führungspartei des Mitte-rechts-Blocks, ging 2009 im PDL auf
- Lega Nord (LN) – zunächst sezessionistische, dann regionalistische Partei Norditaliens mit verschiedenen Strömungen, teils rechtspopulistisch
- Nuovo Partito Socialista Italiano (NPSI) – sozialdemokratische Nachfolgepartei der historischen PSI
- Unione dei Democratici Cristiani e Democratici di Centro (UDC) – christdemokratisch

Siehe auch: Casa delle Libertà, Polo delle Libertà, Polo per le Libertà
Schwankend
- Partito Repubblicano Italiano (PRI) – linksliberale und laizistische Kleinpartei aus der Ersten Republik, erst verbündet mit den Zentrumsparteien des Mitte-links-Spektrum, verbündete sich später mit Forza Italia was zur Spaltung führte
- Patto Segni – Partei der Mitte, erst mit PPI und LD-RI verbündet, wandte sich Ende 1990er dem Mitte-rechts-Parteien zu
- Radicali Italiani (RI) – radikal-liberal, in den 1990er Jahren mit dem Mitte-rechts-Lager verbündet und wandte sich nach 2001 dem Mitte-links-Parteien zu

## Der zweite Wandel: Konsolidierung der Parteienlandschaft um 2008
Im Vorfeld der Parlamentswahlen 2008 kam es ab 2007 zu einer starken Konsolidierung der Parteienlandschaft.
Die Linksdemokraten, La Margherita (christlich-sozial), sowie sieben andere liberale, christlich-soziale und grüne Parteien des Mitte-links-Spektrums vereinigten sich zur Partito Democratico („Demokratischen Partei“). Als Reaktion darauf verschmolzen 2009 die beiden führenden Parteien des rechten Spektrums, Berlusconis Forza Italia und die Alleanza Nazionale, zur Partei Popolo della Libertà (PdL „Volk der Freiheit“).
Bei der Wahl 2008 konnten die beiden großen Sammelparteien PdL (mitte-rechts; damals noch nicht als einheitliche Partei, aber als gemeinsame Liste) und PD (mitte-links) zusammen über 70 % der Mandate erringen.
Neben diesen Parteien waren nur noch drei kleinere Parteien in Fraktionsstärke vertreten: Lega Nord (Bündnispartner des PdL), Italia dei Valori (Bündnispartner der PD) und UDC (allein angetreten). Hinzu kamen einzelne Abgeordnete von Regionalparteien und Auslandsitalienern. Hingegen verpasste die gemeinsame Liste der linken und grünen Parteien La Sinistra – L’Arcobaleno („Die Linke – Der Regenbogen“) mit 3,1 % den Einzug ins Parlament (zwei Jahre zuvor hatten die beteiligten Parteien zusammen noch über 10 % erhalten). Folglich waren zum ersten Mal seit 1945 keine Kommunisten mehr im Parlament vertreten. Ähnlich erging es dem rechten Bündnis aus La Destra und Fiamma Tricolore, die nur 2,4 % erreichte und somit nicht die Alleanza Nazionale ablösen konnten.

### Übersicht: wichtige Parteien von 2008 bis 2013
Mitte-links
- Italia dei Valori (Lista Di Pietro) – populistische Anti-Korruptions-Partei des ehemaligen Staatsanwalts Antonio Di Pietro
- Partito Democratico (PD) – Nachfolgepartei der postkommunistischen DS und der christdemokratischen-sozialliberalen La Margherita - Democrazia è Libertà und kleinerer mitte-linker Parteien, sozialdemokratisch
- Partito Socialista (PS) – sozialdemokratische Neugründung Ende 2007
- Radicali Italiani (RI) – radikal-liberal

Mitte-rechts
- Il Popolo della Libertà (PdL) – Zusammenschluss verschiedener konservativer Parteien wie Forza Italia, Alleanza Nazionale, Nuovo Partito Socialista Italiano, Azione Sociale, Democrazia Cristiana per le Autonomie, spaltete sich ab 2011 wieder
- Lega Nord (LN) – zunächst sezessionistische, dann regionalistische Partei Norditaliens mit verschiedenen Strömungen, teils rechtspopulistisch
- Movimento per le Autonomie (MpA) – christdemokratische und regionalistische Partei Süditaliens, vor allem Siziliens

Links
- Federazione dei Verdi (Verdi) – Grüne
- Sinistra Democratica (SD) – linke Abspaltung von den DS bei Gründung des PD, ging 2009 in SEL auf
- Sinistra Ecologia Libertà (SEL) – Zusammenschluss verschiedener linker Kleinstparteien und SD
- Partito dei Comunisti Italiani (PdCI) – pragmatischere Abspaltung von der PRC, die 1998 weiter die Mitte-links-Regierung unterstützte
- Partito della Rifondazione Comunista (PRC) – der Teil der kommunistischen PCI, der sich nach 1991 weiter zum Kommunismus bekannte

Rechts
- Fiamma Tricolore (MS-FT) – neofaschistische Nachfolgepartei des MSI
- La Destra – rechte Abspaltung von der Alleanza Nazionale, gegründet im November 2007

Mitte
- Alleanza per l’Italia (ALI) – zentristische Partei von Francesco Rutelli
- Futuro e Libertà per l’Italia (FLI) – Partei von Gianfranco Fini, eine Abspaltung von PdL, welche vor allem aus Mitgliedern der Alleanza Nazionale bestand
- Liberal Democratici per il Rinnovamento (LD) – Nachfolgerpartei der liberalen Reformpartei Rinnovamento Italiano des Finanzexperten Lamberto Dini
- Unione dei Democratici Cristiani e Democratici di Centro (UDC) – christdemokratisch

## Erscheinen einer neuen Protestbewegung und dritter Wandel (seit 2013)
Im Vorfeld der Parlamentswahlen 2013 erstarkte die Protestbewegung Movimento 5 Stelle von Beppe Grillo und zog in das italienische Parlament als neue Oppositionspartei ein. Knapp vor den bisherigen Großparteien PD und PdL, die beide deutlich verloren, wurde sie sogar stärkste Partei, hatte aber keinerlei Koalitionsoptionen. Rivoluzione Civile, die sich mit PRC und IdV zusammentat, war dagegen deutlich erfolgloser und verpasste den Einzug. Als viertstärkster Partei gelang der Scelta Civica („Bürgerliche Wahl“) der Einzug ins Parlament, die als pragmatische Kraft der Mitte das Reformprogramm des Finanzexperten und ehemaligen Übergangspremiers Mario Monti fortsetzen wollte. Die christdemokratische UDC sackte zur Kleinpartei ab. PD, PdL und Scelta Civica einigten sich auf die Bildung einer „Großen Koalition“, womit erstmals seit 1994 die Einteilung in einen Mitte-links- und einen Mitte-rechts-Block aufgehoben war. Die PdL spaltete sich jedoch einige Monate später: Der Mehrheitsflügel der Berlusconi-Unterstützer nahm wieder den Namen Forza Italia an und verließ die Regierung, die Nuovo Centrodestra („Neue rechte Mitte“) setzte hingegen die Koalition mit der PD fort. Schon vor der Parlamentswahl lösten sich die meisten AN-Mitglieder von PdL. Die Liberalen unter Gianfranco Fini gründeten die Futuro e Libertà per l’Italia (FLI), welche die Koalition verließ und sich Montis Scelta Civica anschloss und schnell in die Bedeutungslosigkeit verschwand. Die Mitglieder, die in der Koalition verblieben wollten gründeten die rechte Fratelli d’Italia (FdI). PD erlebte unter Matteo Renzi einen zeitweiligen Höhenflug, der sie bei der Europawahl 2014 mit über 40 % weit vor allen anderen Parteien platzierte.
Die Parlamentswahlen 2018 brachten einen Absturz der etablierten und einen Triumph der Protestparteien. Sowohl die bis dahin regierende PD als auch die Forza Italia (die 1994 ironischerweise selbst als Protestpartei gegründet worden war, mittlerweile aber als Altpartei wahrgenommen wurde) erlitten erneut deutliche Verluste: Hatten die beiden Parteien PD und PdL (Vorgänger der FI) bei der Wahl 2008 noch mit zusammen 70 % die politische Landschaft dominiert, kamen sie jetzt in Summe nicht einmal auf ein Drittel der Stimmen. Forza Italia verlor mit nur noch 14 % der Stimmen auch die Führungsrolle im Mitte-rechts-Spektrum an die Lega Nord. Diese trat nicht mehr als norditalienische Regionalpartei auf, sondern als rechtspopulistische und nationalistische Partei für ganz Italien, und nannte sich folglich nur noch „Lega“. Damit konnte sie ihren Stimmenanteil vervierfachen. Stärkste Kraft wurde erneut die Fünf-Sterne-Bewegung, die ihr bereits überraschend starkes Ergebnis von 2013 nochmal deutlich übertraf. Trotz großer ideologischer Differenzen bildeten Lega und Fünf Sterne eine Koalition, die sich selbst „Regierung des Wandels“ nannte, in der Presse aber oft als „Koalition der Populisten“ bezeichnet wurde. Die beiden (ehemals) großen Parteien des Mitte-links- und des Mitte-rechts-Lagers, die (mit ihren jeweiligen Vorgängerparteien) das politische System seit 1994 dominiert hatten, mussten hingegen in die Opposition gehen.
Nach der Zerbrechen der populistischen Koalition, wandte sich M5S sich der PD zu, was auch zur Gründung von zwei liberalen Abspaltungen von PD, Azione und Italia Viva, führte. Im Mitte-rechts-Spektrum konnte sich Fratelli d’Italia durchsetzen und gewann die meisten Stimmen bei den Parlamentswahlen 2022, womit Giorgia Meloni zur ersten weiblichen Ministerpräsidenten wurde.

### Wichtige Parteien der Gegenwart
Mitte-links
- Centro Democratico (CD) – christdemokratische Kleinpartei
- Partito Democratico (PD) – Sammelpartei des Mitte-links-Spektrums mit sozialdemokratischen, christlich-sozialen und sozialliberalen Elementen
- Partito Socialista Italiano (PSI) – sozialdemokratische Neugründung Ende 2007
- Radicali Italiani (RI), Più Europa (+E) – radikal-liberale Kleinpartei

Mitte-rechts
- Fratelli d’Italia (FdI) – nationalkonservative und rechtspopulistische Nachfolgepartei der Alleanza Nazionale, löste Lega als die führenden Partei des Mitte-rechts-Spektrums ab
- Forza Italia (FI) – auf die Person Silvio Berlusconis ausgerichtete Sammelpartei mit populistischen, liberalen und konservativen Elementen, verlor 2018 ihre Führungsrolle im Mitte-rechts-Block
- Lega per Salvini Premier (ehemals Lega Nord) – wandelte sich in den 2010er-Jahren von einer norditalienischen Regionalpartei zu einer landesweiten rechtspopulistischen Partei und führenden Partei des Mitte-rechts-Spektrums, tritt seither nur noch als „Lega“ auf
- Noi Moderati (NM) – Zusammenschluss verschiedener christdemokratischen und liberalen Parteien wie der Scelta Civica (SC), die 2013 von Anhängern des Übergangspremiers Mario Monti als Partei der Mitte gegründet wurde
- Unione di Centro (UDC) – christdemokratisch, spaltete sich seit 2013 mehrmals und verlor stark an Bedeutung

Links
- Sinistra Italiana (SI) – demokratisch-sozialistisch und öko-sozialistisch, 2022 Teil des Mitte-links Bündnisses
- Europa Verde (EV) – grün. 2022 Teil des Mitte-links Bündnisses
- Partito della Rifondazione Comunista (PRC) – kommunistisch, seit 2008 nicht mehr im Parlament vertreten

Mitte
- Azione – liberal, führende Mitglieder stammen von Forza Italia und PD
- Italia Viva – liberal, angeführt vom früheren Premier von PD Matteo Renzi

Andere
- Alternativa Popolare (AP) – christdemokratische Abspaltung von Forza Italia, die nach 2013 die Mitte-links-Regierung unterstützte, seit 2018 nicht mehr im Parlament vertreten
- Movimento 5 Stelle (M5S) – Protestpartei mit populistischen, direkt-demokratischen und ökologischen Elementen

Wichtige Regionalparteien
- Movimento per le Autonomie (MPA) in Sizilien
- Partito Sardo d’Azione
- Sud chiama Nord
- Südtiroler Volkspartei (SVP) und weitere Parteien Südtirols
- Unione per il Trentino (UPT)
- Union Valdôtaine im Aostatal